# Chi-Chi Rodríguez
Juan Antonio (Chi-Chi) Rodríguez (Rio Piedras, 23 oktober 1935 – Clearwater (Florida), 8 augustus 2024) was een Puerto Ricaans golfer die golfte op de Amerikaanse PGA Tour, van 1963 tot 1979, waar hij 8 golftoernooien won en op de Champions Tour, van 1986 tot 2002, waar hij 22 golftoernooien won.

## Loopbaan
In 1960 werd Rodríguez een golfprofessional en drie jaar later, in 1963, maakte hij zijn golfdebuut op de PGA Tour. In zijn eerste golfseizoen won hij het Denver Open. In het volgende decennia behaalde hij nog zeven golftoernooien op de PGA Tour.
In 1985 debuteerde Rodríguez op de Senior PGA Tour (nu bekend als de Champions Tour) waar hij in 1986 met het Senior Tournament Players Championship, een major, zijn eerste zege behaalde. Later behaalde hij nog 21 golftoernooien op de Champions Tour. Zijn laatste zege dateert van 20 januari 1993 door de Burnet Senior Classic te winnen. In 2002 golfte hij voor de laatste keer een volledig golfseizoen.
In 1992 werd Rodríguez opgenomen op de World Golf Hall of Fame
Rodríguez overleed op 8 augustus 2024 op 88-jarige leeftijd.

## Prestaties

### Professional
PGA Tour
| Nr. | Datum            | Toernooi                  | Score           | Score | Info                              |
| --- | ---------------- | ------------------------- | --------------- | ----- | --------------------------------- |
| 1   | 1 september 1963 | Denver Open Invitational  | 68-74-65-69=276 | –4    |                                   |
| 2   | 26 januari 1964  | Lucky International Open  | 72-69-65-66=272 | –12   | Won de play-off van Don January   |
| 3   | 9 augustus 1964  | Western Open              | 64-69-68-67=268 | –16   |                                   |
| 4   | 30 april 1967    | Texas Open Invitational   | 68-73-70-66=277 | –7    |                                   |
| 5   | 20 oktober 1968  | Sahara Invitational       | 70-71-69-64=274 | –10   | Won de play-off van Dale Douglass |
| 6   | 1 mei 1972       | Byron Nelson Golf Classic | 66-68-69-70=273 | –7    | Won de play-off van Billy Casper  |
| 7   | 2 april 1973     | Greater Greensboro Open   | 68-66-67-66=267 | –17   |                                   |
| 8   | 22 april 1979    | Tallahassee Open          | 66-69-67-67=269 | –19   |                                   |

Overige
- 1963: Colombian Open
- 1976: Pepsi-Cola Mixed Team Championship (met Jo Ann Washam)
- 1979: Bahamas Open, Panama Open (gelijkspel met Butch Baird)

Champions Tour
| Nr. | Datum             | Toernooi                                       | Score           | Score | Info                            |
| --- | ----------------- | ---------------------------------------------- | --------------- | ----- | ------------------------------- |
| 1   | 22 juni 1986      | Senior Tournament Players Championship         | 69-67-70=206    | –10   |                                 |
| 2   | 10 augustus 1986  | Digital Seniors Classic                        | 70-67-66=203    | –13   |                                 |
| 3   | 14 september 1986 | United Virginia Bank Seniors                   | 69-67-66=202    | –14   |                                 |
| 4   | 5 februari 1987   | General Foods PGA Seniors' Championship        | 70-69-76-67=282 | –6    |                                 |
| 5   | 10 mei 1987       | Vantage at The Dominion                        | 67-67-69=203    | –13   |                                 |
| 6   | 17 mei 1987       | United Hospitals Senior Golf Championship      | 70-69-63=202    | –8    |                                 |
| 7   | 24 mei 1987       | Silver Pages Classic                           | 66-65-69=200    | –16   |                                 |
| 8   | 7 juni 1987       | Senior Players Reunion Pro-Am                  | 67-69-65=201    | –15   |                                 |
| 9   | 9 augustus 1987   | Digital Seniors Classic                        | 65-66-67=198    | –18   |                                 |
| 10  | 23 augustus 1988  | GTE Northwest Classic                          | 70-68-68=206    | –10   |                                 |
| 11  | 17 april 1988     | Doug Sanders Kingwood Celebrity Classic        | 70-69-69=208    | –8    |                                 |
| 12  | 31 juli 1988      | Digital Seniors Classic                        | 68-65-69=202    | –14   |                                 |
| 13  | 17 september 1989 | Crestar Classic                                | 66-69-68=203    | –13   |                                 |
| 14  | 6 mei 1990        | Las Vegas Senior Classic                       | 68-67-69=204    | –12   |                                 |
| 15  | 22 juli 1990      | Ameritech Senior Open                          | 67-70-66=203    | –13   |                                 |
| 16  | 12 augustus 1990  | Sunwest Bank Charley Pride Senior Golf Classic | 66-71-68=205    | –11   |                                 |
| 17  | 3 maart 1991      | GTE West Classic                               | 66-66=132       | –8    |                                 |
| 18  | 24 maart 1991     | Vintage ARCO Invitational                      | 70-67-69=206    | –10   |                                 |
| 19  | 5 mei 1991        | Las Vegas Senior Classic                       | 70-68-66=204    | –12   |                                 |
| 20  | 12 mei 1991       | Murata Reunion Pro-Am                          | 71-70-67=208    | –8    | Won de play-off van Jim Colbert |
| 21  | 8 november 1992   | Ko Olina Senior Invitational                   | 69-68-69=206    | –10   |                                 |
| 22  | 20 juni 1993      | Burnet Senior Classic                          | 69-67-65=201    | –15   |                                 |

De majors worden in het vet weergegeven.
Overige (als senior)
- 1988: Japan PGA Senior Championship, Senior Skins Game
- 1989: Senior Skins Game
- 1993: Wendy's 3-Tour Challenge (met Raymond Floyd & Jack Nicklaus)

## Teamcompetities
- World Cup ( PUR): 1961, 1962, 1963, 1964, 1965, 1966, 1967, 1968, 1971, 1974, 1976, 1993
- Ryder Cup ( USA): 1973 (winnaars)